# 赵增一
武仙座78，又名BD+28 2767，HD 159139、SAO 85182、HR 6533，是武仙座的一颗恒星，视星等为5.62，位于銀經52.06，銀緯28.91，其B1900.0坐标为赤經17h 27m 53.9s，赤緯+28° 28.91′ 47″。